# James Nasmyth
James Hall Nasmyth (Edinburgh, 1808. augusztus 19. – Penshurst, Kent, 1890. május 7.) skót mérnök, feltaláló, jelentős érdemei vannak a gőzkalapácsok fejlesztésében. Társalapítója volt a Nasmyth, Gaskell and Company nevű gépgyárnak.

## Fiatalkora
James Nasmyth 1808-ban született a skóciai Edinburgh-ban. Apja  Alexander Nasmyth, táj- és arcképfestő volt. Az apa kedves hobbija volt a technika, a gépészet, az anyagokkal való foglalkozás, és sok időt töltött a műhelyében szerkezetei között. Fia is gyakran megfordult itt, és az apa bátorította legkisebb fiát, hogy ilyen irányban tanuljon tovább. A fiú a Royal High Schoolban tanult, ahol barátságot kötött Jimmy Pattersonnal, egy vasgyáros fiával. Érdeklődése annyira erős volt a mérnöki foglalatosságok iránt, hogy rendszeres vendége volt a vasgyár öntödéjének, graduális oktatás keretében tanulta a fa, a réz, a vas és az acél gyártását és megmunkálását. 1820-ban elhagyta a High Schoolt, és apja műhelyében, 17 évesen elkészítette első gőzmozdonyát.
Néhány évvel később a gőzautók  kerültek az érdeklődése középpontjába, és 1828-ban egy gőzhajtású autót épített, amely nyolc utast szállított egy mérföldön át. Ekkor határozta el végképp, hogy mérnök lesz. Hallott Henry Maudslay londoni műhelyéről, oda akart bekerülni, ezt azonban apja nem engedhette meg magának. A fiatalember ezért úgy határozott, hogy tettekkel bizonyítja be képességeit. Épített egy teljes funkcionalitású nagynyomású gőzmozdony modellt, amelynek az alkatrészeit maga készítette, és megrajzolta a mozdony teljes műszaki dokumentációját is.

## Az indulás
A következő évben, 1829 májusában, ellátogatott Londonba, és jelentkezett Henry Maudslay-nél, hogy bemutassa munkáit. Maudslay segédmunkásként alkalmazta, és 10 shillinget fizetett neki egy hétre. Maudslay két évvel később elhunyt, de az üzlettársa továbbra is alkalmazta Nasmyth-t, műszaki rajzolóként.
A fiatalember 23 éves korára már 69 fontot tudott összegyűjteni, s elhatározta, hogy saját lábára áll, önálló vállalkozást indít. Manchesterben kibérelt egy műhelycsarnokot a Dale Streeten, a nem megfelelő körülmények miatt azonban hamarosan áthelyezte az üzemet Patricroftba, a Lancashire-beli Eccles városrészébe, ahol 1836 augusztusában üzleti partnerével, Holbrook Gaskell-lel megnyitotta a Bridgewater öntődét, és megalapították a Nasmyth, Gaskell and Company nevű céget. A vállalkozást az akkor épülő Liverpool és Manchester közötti vasútvonalra és a Bridgewater csatornára építették.
Amikor 1838 márciusában Sheffieldből Yorkba utazott, meglátott a távolban néhány vaskohót. A kocsis információja szerint bizonyos Mr. Hartop a tulajdonosa. Nasmyth leszállt a kocsiról, és gyalog vágott neki a mély hóban a kohók felé. A házában megtalálta Mr. Hartopot, aki ott tartotta éjszakára, és másnap megmutatta neki a gyárat. Az este folyamán találkozott Hartop Anne nevű, huszonegy éves lányával is, akit 1840. június 16-án, Wentworth-ben, feleségül vett.
Egészen 1843-ig a Nasmyth, Gaskell & Co. a nagy számban előállított, különféle szerszámgépek termelésére koncentrált, 1856-ig Nasmyth 236 alakító gépet épített.
1840-ben országos megrendeléseket kapott a vasutaktól, gőzmozdonyok szállítására. A Great Western Railway – amely a Bristol és New York között közlekedő SS Great Western gőzhajót üzemeltette –  pedig felkérte olyan alakító gépek elkészítésére, amelyek nagy hajók alkatrészei gyártására is alkalmasak.

## A gőzkalapács

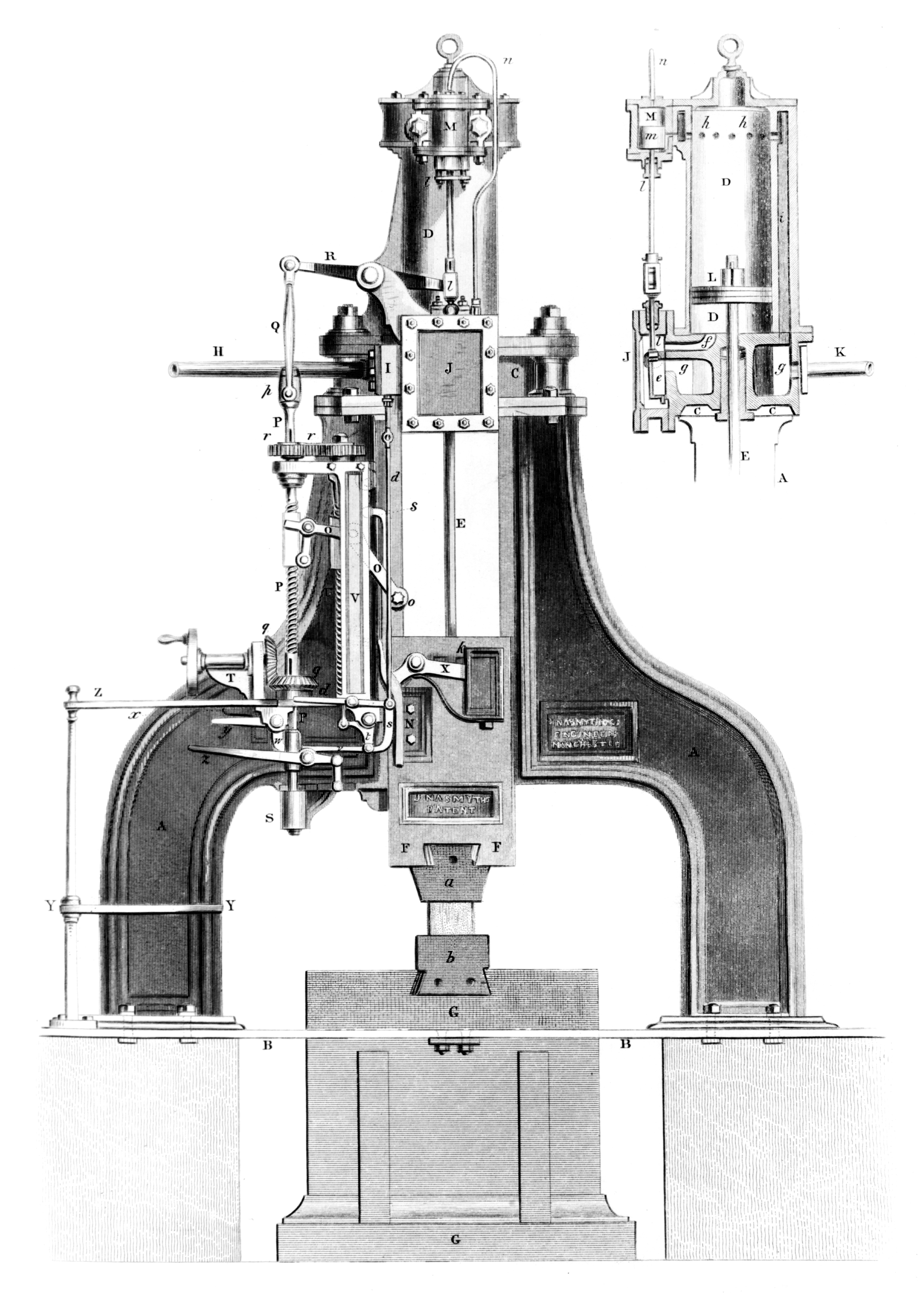
Nasmyth szabadalmaztatott gőzkalapácsának rajza

A Great Western Steam Company az SS Great Britain építésekor komoly problémákkal küzdött, amikor olyan nagyméretű alkatrészeket akart kovácsoltatni, amelyekhez nem volt megfelelő méretű gőzkalapács. A probléma lényege, hogy a kalapácsok ütési energiáját a medve tömege és az ejtési (ütési) magasság határozza meg. Az akkoriban használatos egyállványos kalapácsok azonban nem tették lehetővé a medve tömegének további növelését, mert a kalapácsállvány azt nem bírta volna el. A nagyméretű kovácsdarabok pedig az ütésmagasságból vettek el értékes magasságot, és a megmaradt ütési energia nem volt alkalmas a kovácsdarabok alakítására. 
1838-ban Francis Humphries, a cég mérnöke ezt írta Nasmyth-nek: „Úgy látom, hogy Angliában vagy Skóciában nincs egy olyan erős kalapács, amely alkalmas lenne a Great Britain hajtó tengelyének lekovácsolására! Mit tegyek?”
Nasmyth átgondolta a dolgot, és rövid idő múlva felvázolta jegyzetfüzetébe az új típusú, kétállványos gőzkalapács alapelvét. A vázlatot szabadon mutogatta külföldi megrendelőinek is. Ezért fordulhatott elő, hogy amikor 1842 áprilisában szakmai útra Franciaországba látogatott, a  Le Creusot gyárban saját megvalósult elképzelésével találkozott, mert a gyár alkalmazottja is látta Nasmyth rajzát szigetországi látogatása során. Hazatérve ezért azonnal, 1842 júniusában szabadalmaztatta a kalapácsot, és elkezdte a gyártását Edinburgh-ban. Első gőzkalapácsa 1843-ban készült el 4 tonnás medvével, és percenként 80 ütést tudott biztosítani. Az új kalapács használatával több mint 50 százalékkal tudták csökkenteni a költségeket, és közben a kovácsolás minőségét is javították. Az új kétállványos gőzkalapács előnyei hamarosan annyira nyilvánvalóvá váltak, hogy gyorsan elterjedtek Nagy-Britannia kovácsüzemeiben.
Az addig használt egyállványos kalapácsokkal szemben Nasmyth az új kalapács állványszerkezetét úgy erősítette meg, tette stabilabbá és teherviselővé, mintha két egyállványos kalapács állványát állította volna szembe egymással. Az állványfeleket vonórudakkal erősítette össze, a felső hidat – rajta az emelő szerkezettel – pedig zsugorgyűrűkkel erősítette a szerkezethez. Így a kalapács medvetömege jelentősen növelhető lett, és ezzel arányban az ütési energia is nagyobb lett. A kalapács lábainak terpesztésével a kovácsok számára elegendő helyet lehetett biztosítani a munkavégzéshez.
A gőzkalapács elvét felhasználva már 1843-ban gőz-cölöpverő gépet is épített, amit 1845. július 3-án mutatott be Devonportban. A demonstráció során egy 21 méter magas és 44 cm-es élhosszúságú négyzetes cölöpöt 4,5 perc alatt vert be, míg a hagyományos módszer szerint ugyanez 12 órát vett igénybe. A sikeres bemutatkozás után az ilyen szerkezetek gyors ütemben terjedtek el Angliában és a világban.
A cég 1856-ig 490 kalapácsot adott el Európa számos országában, de Indiában és Ausztráliában is, és ez biztosította James Nasmyth és cége jövedelmének 40 százalékát.

## Más találmányok
A gőzkalapácson és a cölöpverőn kívül Nasmyth más fontos gépeket is szerkesztett, tökéletesített. Ilyen például a gyalugép, vagy a hidraulikus kovácssajtó működésének, használatának a javítása. Fontos részterülete volt Nasmyth működésének a szabványosításra való törekvés, az egységesített méretek alkalmazása a gépek és szerszámok gyártásában. Előtte legfeljebb egy üzemen belül alkalmaztak méretcsoportokat. Az ismertetetteken kívül számos olyan találmánya is van, amelyeket nem szabadalmaztatott, de elterjedten használták (például egy drótcsévélő berendezés, menetmetsző, önszabályozó csapágy, vagy egy fémöntést segítő csavarszivattyú).

## Öregkora
James Nasmyth 1856-ban, 48 éves korában vonult vissza az üzleti életből. Kent megyében, Penshurst közelében telepedett le, és birtokát Hammerfieldre (Kalapácsmező) keresztelte át. Ettől kezdve különféle hobbijainak élt, köztük a csillagászatnak. Saját 50 centiméteres tükörteleszkópot épített, és a Hold megfigyelését végezte segítségével. James Carpenterrel (1840–1899), a neves csillagásszal közösen írta A Hold: Gondolatok a bolygóról, a világról és kísérőjéről című könyvét. A könyv fontos érdekessége volt a Holdról készült fényképsorozat, mert akkoriban a csillagászati fotózás még újdonságnak számított. Az általa javasolt teleszkóp megoldásnál (Nasmyth-távcső) a főtükörről a segédtükörre eső fény arról visszaverődve egy újabb, 45° szögben álló síktükörre vetül, ami a távcső magassági tengelyén átvezetve vetíti a sugarakat a fókuszba. E tükörnek az elfordításával a távcső mindkét oldalán létrehozható a Nasmyth-fókusz. A Hold egyik kráterét Nasmyth-ről nevezték el.
Nasmyth 50 évig, haláláig élt boldog házasságban, gyermekei nem voltak.

## Fordítás
- Ez a szócikk részben vagy egészben  a   James Nasmyth című angol Wikipédia-szócikk ezen változatának fordításán alapul.  Az eredeti cikk szerkesztőit annak laptörténete sorolja fel. Ez a jelzés csupán a megfogalmazás eredetét és a szerzői jogokat jelzi, nem szolgál a cikkben szereplő információk forrásmegjelöléseként.